# Francesco Monterosso
Francesco Monterosso (* 20. April 1991 in Adelaide) ist ein australischer Fußballspieler. 

## Karriere
Monterosso, dessen Eltern in den 1970ern aus Italien nach Australien auswanderten, spielte in seiner Jugend für North Eastern MetroStars. Anfang 2008 besuchte der Stürmer das South Australian Sports Institute, bevor er vom A-League-Klub Adelaide United für die neu geschaffene landesweite Jugendliga National Youth League verpflichtet wurde. Mit 13 Treffern in der Saison 2008/09 gewann Monterosso den Titel des Torschützenkönigs der Nachwuchsliga und verhalf seinem Team zur Teilnahme am Meisterschaftsfinale, in dem man dem Sydney FC mit 0:2 unterlag. In der Saisonpause spielte er zeitweise bei seinem Jugendklub MetroStars und kam zu einigen Einsätzen in der South Australian Super League, der höchsten Liga des Bundesstaates South Australia.
Zur folgenden Saison erhielt Monterosso einen Profivertrag bei Adelaide und kam am 16. August 2009 bei einer 0:1-Niederlage in Sydney zu seinem Ligadebüt in der A-League. Im Laufe der Saison spielte er dennoch zumeist für das Jugendteam und wurde mit 17 Saisontreffern in der Saison 2009/10 erneut Torschützenkönig des Nachwuchswettbewerbs. Im März 2010 nahm Monterosso mit der australischen U-20-Auswahl an einer Südamerikareise teil.
Neben seiner Fußballerkarriere studiert Monterosso Volks- und Finanzwirtschaft.